# プレゼンタイガー
プレゼンタイガー（Presen Tiger）は、2001年4月6日から9月28日までフジテレビ系列で毎週金曜23:30 - 23:50に放送されたバラエティ番組。

## 番組概要
- 前番組「桑田佳祐の音楽寅さん 〜MUSIC TIGER〜」に出演したユースケ・サンタマリアとその番組のスタッフが手がけた番組で、仮タイトルが「プレゼン決勝戦」だったが、最終的には前番組を引き継ぐようなタイトルになった。後番組の「とりあえず4回だけ帰ってきた桑田佳祐の音楽寅さん 〜MUSIC TIGER〜」では、冒頭で桑田佳祐が「外されたの俺だけじゃねえか」と冗談交じりにぼやくシーンが放送された。
- 金曜23:00枠時代「料理の鉄人」（1999年4月から複数社提供）から続いた全国ネットでの日産自動車一社提供はこの番組が最後になり、金曜23:30の2分枠・土曜夜「ゴールデン洋画劇場」の1分枠と交換し、金曜23:30枠は1分に土曜夜の「ゴールデンシアター」は2分（のちの「土曜プレミアム」は1分30秒）に変更された。その後、日産提供枠は2002年3月をもって金曜23時後半枠を降板、翌4月の「禁じられた遊び」からは関東ローカルでの一社提供となった。
- ｢ジュノン・スーパーボーイ・コンテスト｣から選出されたユニット「FLAME」、お笑いコンビ「猿岩石」が出演したことがある。特に、猿岩石は、「手裏剣トリオ」に改名したが、売れないと判断したため、元のコンビ名にするも、解散に至った。また、マイクロソフトが発売している「Xbox」のキャッチコピー「アドレナリンブースター」もこの番組で決められた。
- 新聞のラテ欄では、正式な番組タイトルが長いためか、「プレゼン寅」と略称されて記述されたこともある。

## 放送リスト
- 成田線#我孫子支線の愛称（水空ライン）：初回のテーマ[1]。
- 猿岩石の改名：第2回目のテーマ[2]。
- 四国の観光キーワード：第3回目のテーマ[3]。
- 洋画（イギリス映画）の邦題：第4回目のテーマ[4]。
- 井川遙の写真集のタイトル：第5回目のテーマ[5][6]。
- 川崎ナイター競輪の呼び名：第6回目のテーマ[7]。
- 高山善廣のキャッチフレーズ：第7回目のテーマ[8]。
- ホワイトタイガー3匹の名前：第8回目のテーマ[9]。
- マルタイの新製品のカップめんの商品名：第9回目のテーマ[10]。
- 新型ジェットコースターの愛称：第10回目のテーマ[11]。
- フジテレビ「月9」枠ドラマ『できちゃった結婚』のキャッチコピー：第11回目のテーマ[12]。
- V6のアルバムのタイトル：第12回目のテーマ[13]。
- FNS27時間テレビ：2001年度・第11回目の番組タイトル。
- ときめきメモリアル3 〜約束のあの場所で〜：｢約束の - ｣のサブタイトルは2001年8月31日放送の回で発表された。
- Xboxのキャッチコピー：第24回目のテーマ[14]。

## スタッフ
- 企画・構成：おちまさと
- 編集・MA：IMAGICA
- プロデューサー：水口昌彦、工藤浩之
- 制作協力：K-max
- 制作著作：フジテレビ

### 以後のフジテレビ制作日産一社提供番組
- 禁じられた遊び（2002年4月 - 2003年3月）
- お厚いのがお好き?（2003年4月 - 2004年3月）
- ニューデザインパラダイス（2004年4月 - 2006年9月）
- アイデアの鍵貸します（2006年10月 - 2007年3月）
- エコラボ〜もったいない博士の異常な愛情（2007年4月 - 9月）
- 未来教授サワムラ（2007年10月 - 2008年4月）
- 未来教授サワムラZ（2008年4月 - 9月）

| フジテレビ 金曜23:30枠（2001年4月 - 9月） | フジテレビ 金曜23:30枠（2001年4月 - 9月）           | フジテレビ 金曜23:30枠（2001年4月 - 9月）        |
| 前番組                                    | 番組名                                              | 次番組                                           |
| ----------------------------------------- | --------------------------------------------------- | ------------------------------------------------ |
| 桑田佳祐の音楽寅さん 〜MUSIC TIGER〜      | プレゼンタイガー 【本番組まで日産自動車一社提供枠】 | とりあえず4回だけ帰ってきた 桑田佳祐の音楽寅さん |